# Campeonato Mundial de Luge de 2000
O Campeonato Mundial de Luge de 2000 foi a 32ª edição da competição e foi disputada entre os dias 4 a 6 de fevereiro em Saint Moritz, Suíça. 

## Medalhistas
| Evento                                 | Ouro                                                                 | Prata                                                              | Bronze                                                                 |
| Individual masculino detalhes          | GER Jens Müller                                                      | ITA Armin Zöggeler                                                 | GER Georg Hackl                                                        |
| Individual feminino detalhes           | GER Sylke Otto                                                       | GER Barbara Niedernhuber                                           | GER Sonja Wiedemann                                                    |
| Duplas detalhes                        | GER Alemanha Patric Leitner Alexander Resch                          | GER Alemanha Steffen Skel Steffen Wöller                           | USA Estados Unidos Mark Grimmette Brian Martin                         |
| Revezamento misto por equipes detalhes | GER Alemanha Georg Hackl Silke Kraushaar Steffen Skel Steffen Wöller | GER Alemanha Jens Müller Sylke Otto Patric Leitner Alexander Resch | AUT Áustria Markus Prock Angelika Neuner Tobias Schiegl Markus Schiegl |

## Quadro de medalhas
| Ordem | País           |   |   |   |   |
| 1     | Alemanha       | 4 | 3 | 2 | 9 |
| 2     | Itália         |   | 1 |   | 1 |
| 3     | Áustria        |   |   | 1 | 1 |
| 3     | Estados Unidos |   |   | 1 | 1 |
| 5     | Suíça          |   |   |   | 0 |